# Carpophoromyces
Carpophoromyces — рід грибів родини Laboulbeniaceae. Назва вперше опублікована 1931 року.

## Класифікація
До роду Carpophoromyces відносять 1 вид:
- Carpophoromyces cybocephali